# Georgsdorf

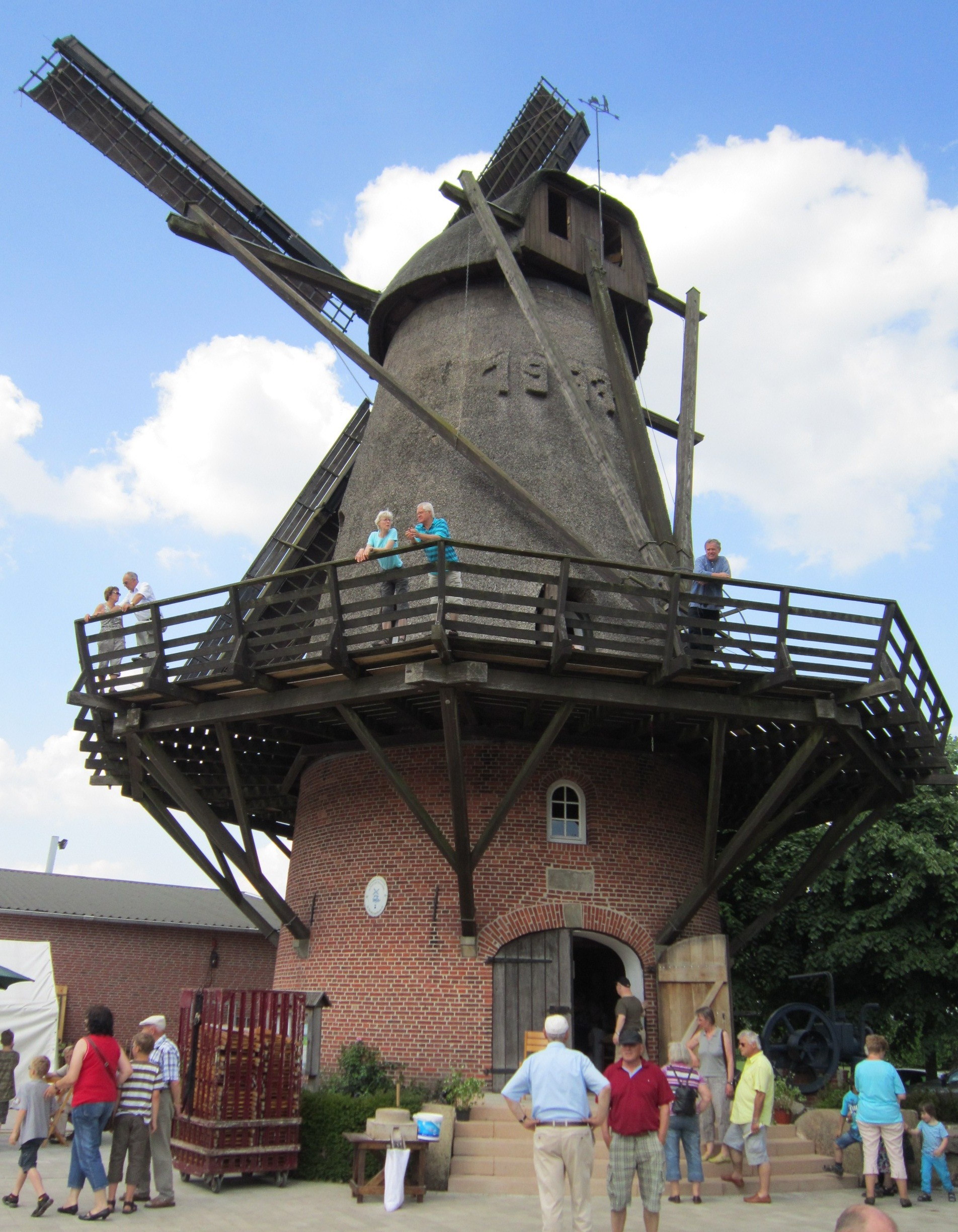
Windmühle Georgsdorf

Georgsdorf ist eine Gemeinde im Landkreis Grafschaft Bentheim in Niedersachsen. Sie wurde nach König Georg V. (Hannover) benannt, weil er dem Dorf eine Kirche stiftete.

## Geografie
Georgsdorf liegt nördlich von Nordhorn am Süd-Nord-Kanal und dem Coevorden-Piccardie-Kanal. Die Gemeinde gehört der Samtgemeinde Neuenhaus an, die ihren Verwaltungssitz in der Stadt Neuenhaus hat.

## Politik

### Gemeinderat
Der Georgsdorfer Gemeinderat setzt sich aus elf Ratsfrauen und Ratsherren einer gemeinsamen Liste zusammen, die zuletzt bei den Niedersächsischen Kommunalwahlen 2021 gewählt wurden.

### Bürgermeister
Derzeitiger Bürgermeister Georgsdorfs ist der parteilose Berthold Egbers, der im November 2021 gewählt wurde. Zuvor war Anja Schupe (parteilos) Bürgermeisterin.

## Kultur und Sehenswürdigkeiten

### Bauwerke
Das Wahrzeichen von Georgsdorf ist eine Windmühle vom Typ Galerieholländer. Sie wurde 1875 erbaut und ist ein Ziegelbau mit Reeteindeckung.

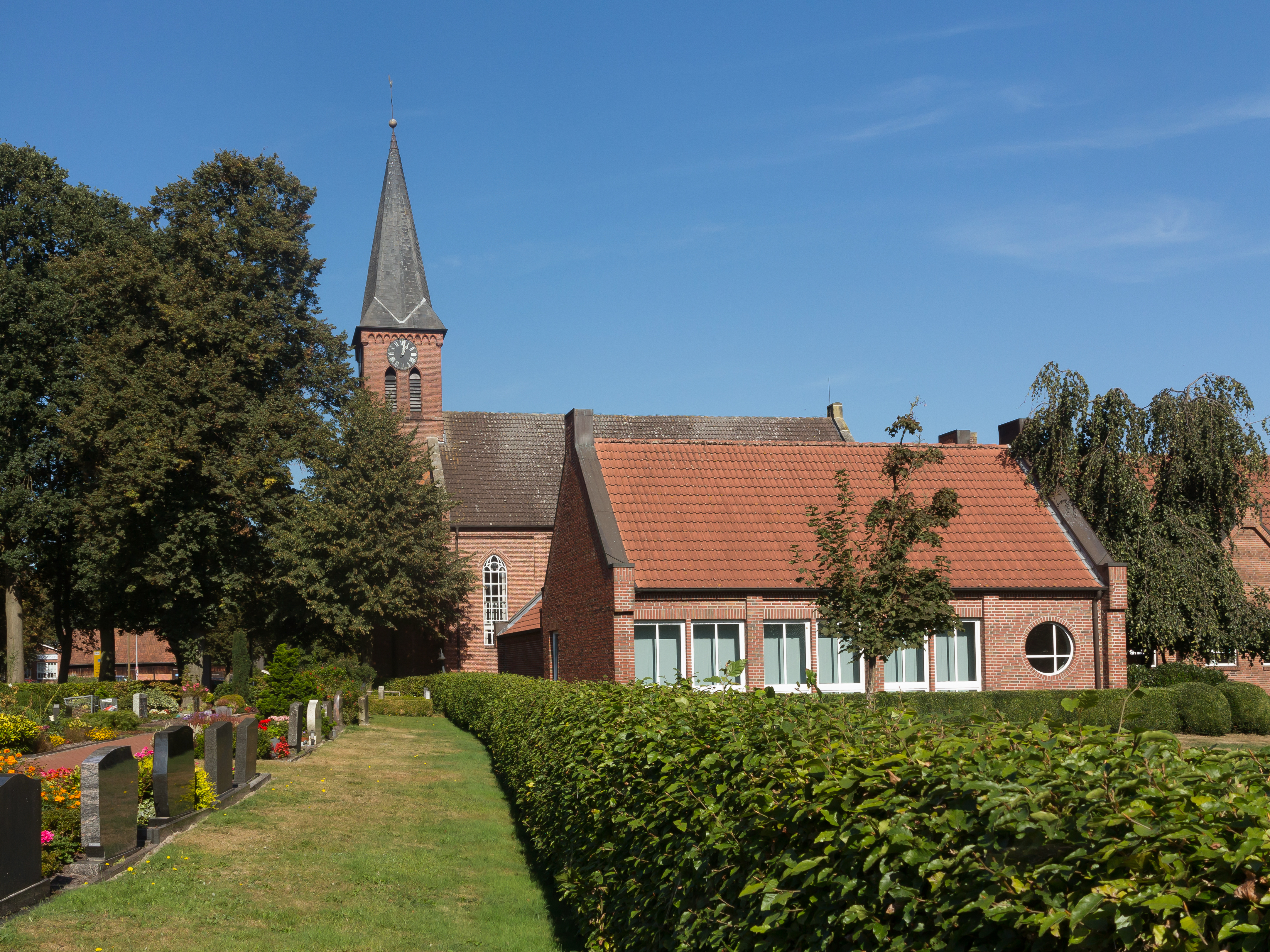
Die evangelisch-reformierte Kirche
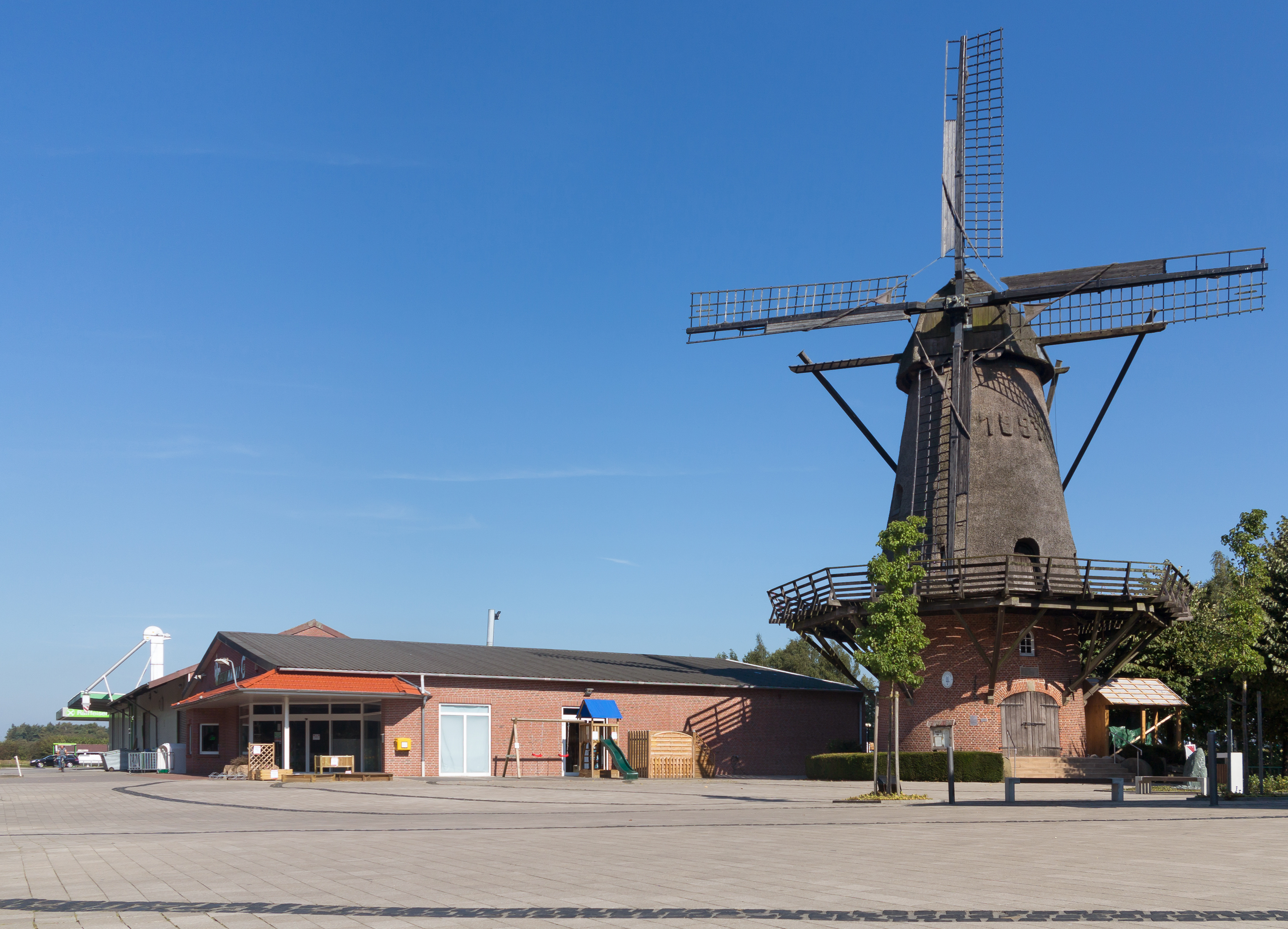
Die Georgsdorfer Mühle

## Wirtschaft und Infrastruktur

### Verkehr
Die Autobahn 31 führt ca. 10 km östlich an der Gemeinde vorbei.
Eine Regionalbuslinie der Verkehrsgemeinschaft Grafschaft Bentheim (VGB) verbindet Georgsdorf mit Twist und über Wietmarschen mit Nordhorn. Dort besteht ein Anschluss an die Bahnlinie RB 56 in Richtung Neuenhaus und Bad Bentheim. Es besteht zudem eine regelmäßige Rufbusanbindung der VGB über Osterwald nach Veldhausen, wo es einen Anschluss an eine Regionalbuslinie in Richtung Hoogstede bzw. Neuenhaus gibt. In Neuenhaus bestehen Anschlüsse an die Bahnlinie RB 56 in Richtung Nordhorn und Bad Bentheim sowie an eine Regionalbuslinie in Richtung Nordhorn.

### Wirtschaft
Bis 1964 stieg die Zahl der niedergebrachten Erdöl-Bohrungen im Feld Georgsdorf stetig, dessen produktive Fläche von etwa 16,5 km² sich über die Gemarkungen Osterwald, Alte Piccardie und Georgsdorf erstreckt. Georgsdorf entwickelte sich rasch zu einem der größten Erdölfelder Deutschlands.
2011 wurde der Solarpark Georgsdorf, eine Photovoltaik-Freiflächenanlage, auf einer Konversions-Fläche von 60 ha errichtet. Mit der Nennleistung von 24,7 MW ist der Solarpark der größte seiner Art in Niedersachsen.

## Persönlichkeiten

### Söhne und Töchter der Gemeinde
- Jan Jacobs (1818–1886), Mitglied des Preußischen Abgeordnetenhauses in Berlin